# Daniel Maderner
Daniel Maderner (Feldkirch, 12 oktober 1995) is een Oostenrijks voetballer die sinds 2021 uitkomt voor Waasland-Beveren.

## Carrière
Maderner maakte op 10 augustus 2013 zijn officiële debuut in het eerste elftal van Wiener Neustädter: op de vierde competitiespeeldag liet trainer Heimo Pfeifenberger hem tegen SV Ried in de slotfase invallen voor Thomas Pichlmann. Na een uitleenbeurt aan Floridsdorfer AC in het seizoen 2014/15 groeide hij uit tot een vaste waarde bij Wiener Neustädter, dat in 2015 naar de 2. Liga degradeerde.
In 2018 maakte hij de definitieve overgang naar derdeklasser ASK Ebreichsdorf. Daar kroonde hij zich in het seizoen 2018/19 met 22 competitiedoelpunten tot topschutter van de Regionalliga Ost (in de Regionalliga West en Mitte scoorden Ygor Carvalho Vieira en David Gräfischer wel respectievelijk 25 en 26 goals). Maderner versierde daarop een transfer naar tweedeklasser SKU Amstetten. In juli 2020 haalde SC Rheindorf Altach hem dan weer terug naar de Bundesliga.
In juni 2021 ondertekende Maderner een tweejarig contract bij de Belgische tweedeklasser Waasland-Beveren.